# Dampflokomotive Bauart Mallet

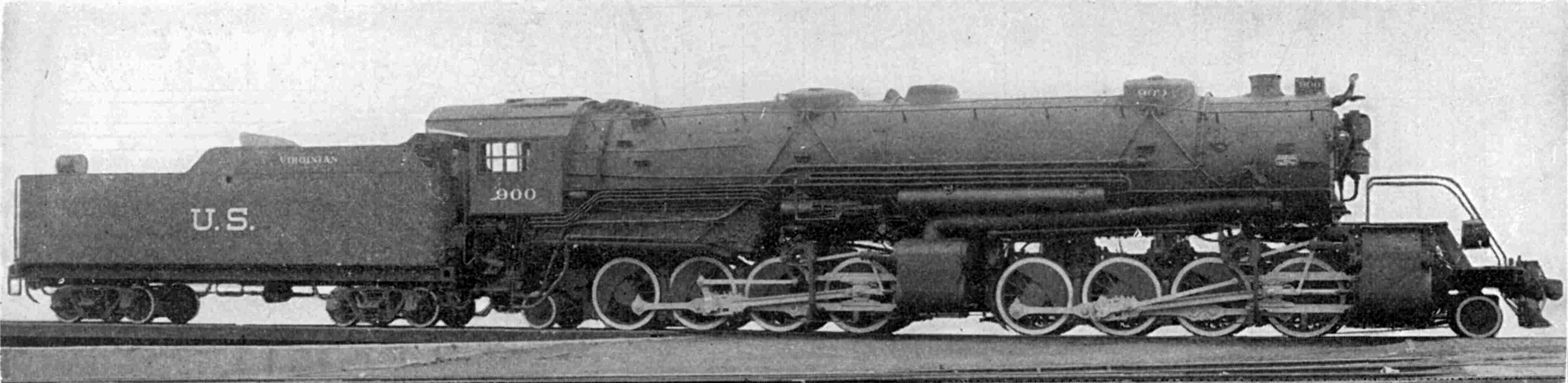
Nordamerikanische 2-8-8-2-Mallet-Lokomotive

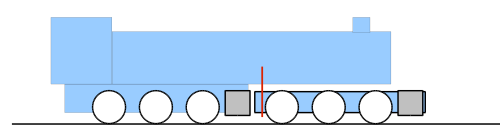
Prinzipskizze

Die Bauart Mallet (sprich: Malleh) ist eine spezielle Bauart von Dampflokomotiven mit zweigeteiltem Triebwerk für kurvenreiche Bergstrecken. Sie wurde 1884 von dem Schweizer Ingenieur Anatole Mallet entwickelt. Mit dem Prinzip geteilter Triebwerke ähneln Mallet-Lokomotiven der Bauart Günther-Meyer, im Unterschied zu diesen haben sie aber nur ein Drehgestell (siehe Prinzipskizze).

## Bauart Mallet

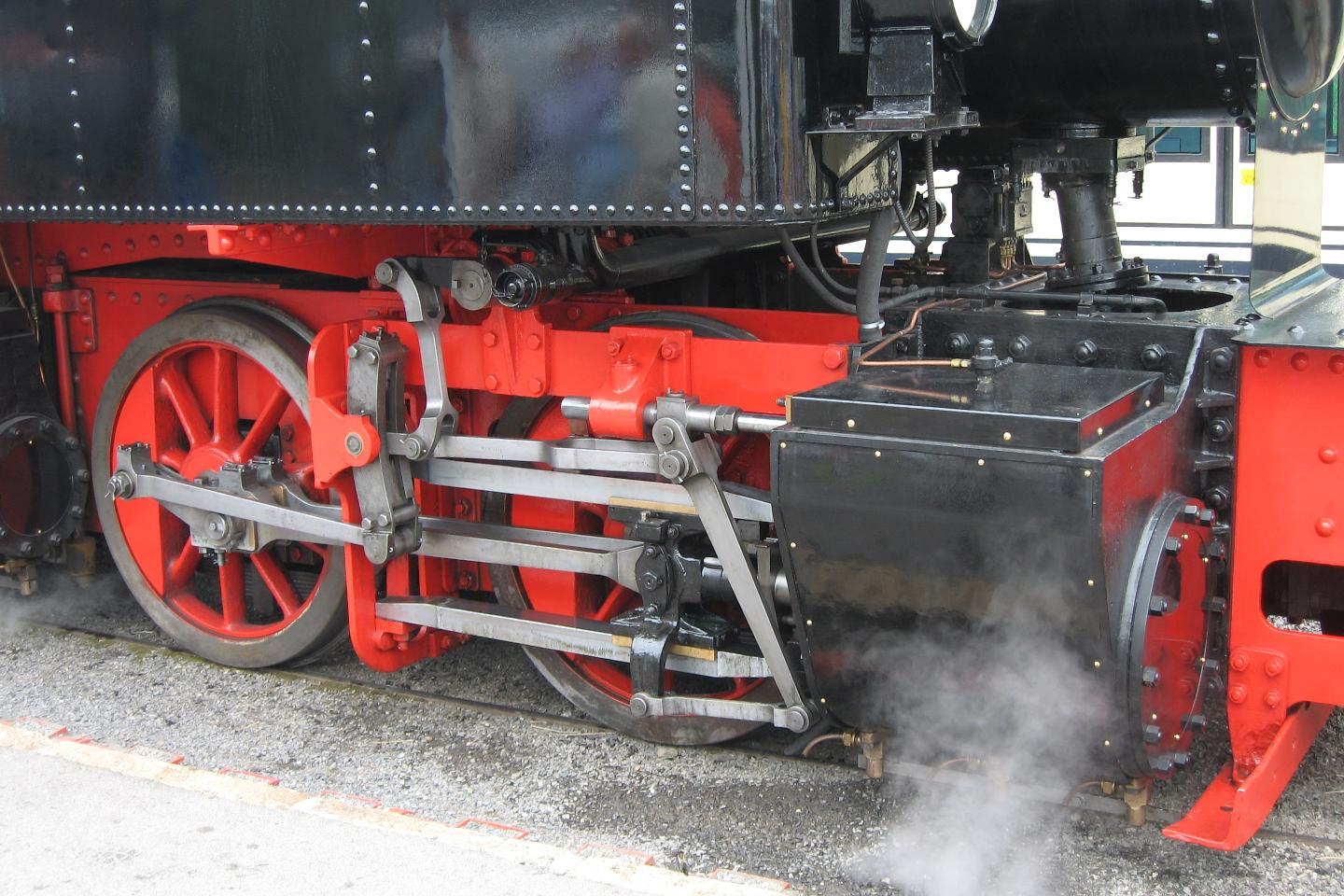
Detailansicht des vorderen Fahrwerks der SEG 105 Todtnau

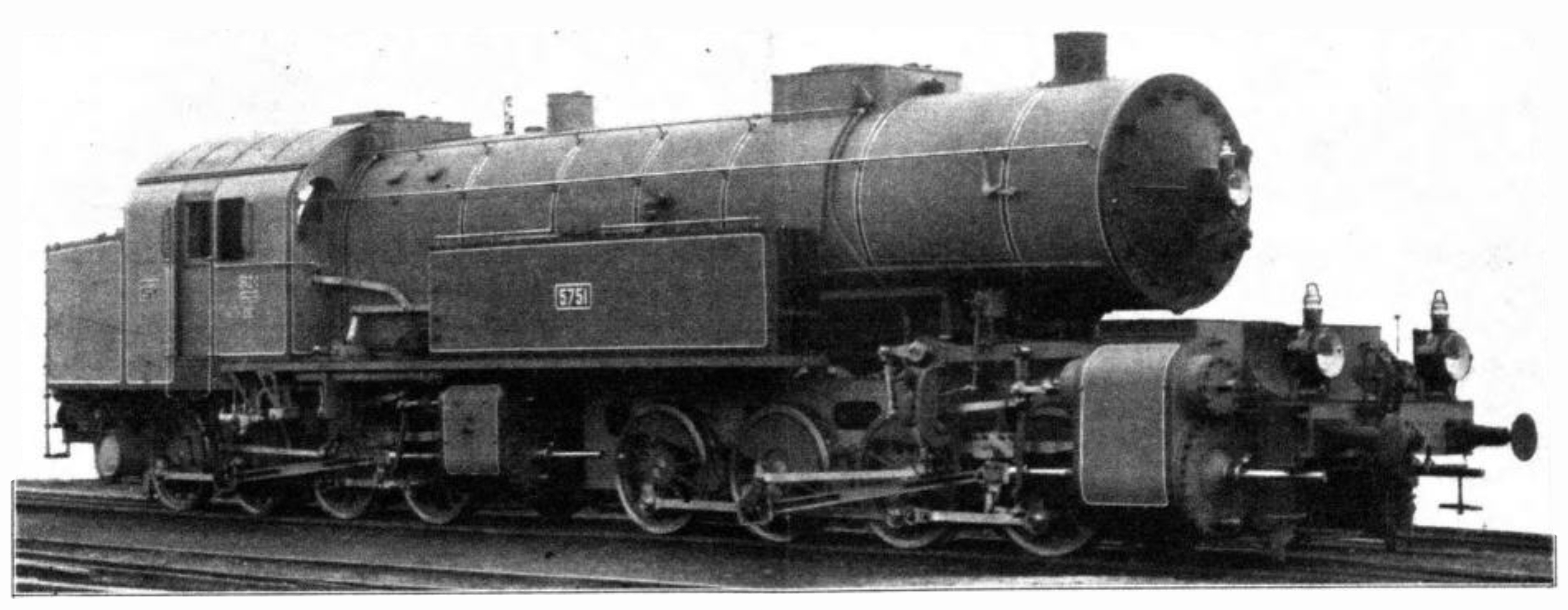
Bayerische Gt 2×4/4

Die Bauart Mallet besitzt zwei eigenständige Fahrwerke. Das hintere Fahrwerk ist auf normale Weise mit dem Rahmen verbunden. Das vordere Fahrwerk mitsamt einem eigenen Rahmen und eigener Kolbendampfmaschine ist dagegen beweglich über einen Drehzapfen mit dem Hauptrahmen der Lokomotive verbunden.
Charakteristisch für die Bauart Mallet ist auch die Arbeitsweise der Dampfmaschine mit Verbundwirkung, wobei die Hochdruckzylinder auf die hintere Triebwerksgruppe wirkten. Damit benötigte man keine beweglichen Hochdruckdampfleitungen. Verbundlokomotiven mit auf verschiedene Triebwerksgruppen wirkenden Hoch- und Niederdruckzylindern neigen allerdings sehr zu abwechselndem Schleudern beider Triebwerke. Ein weiterer grundsätzlicher Nachteil der Mallet-Verbundlokomotiven lag auch in der mangelnden Eignung für höhere Geschwindigkeiten. Mit der Einführung des Heißdampfes lag es deshalb nahe, auf die Verbundwirkung zu verzichten.
Mallet-Lokomotiven finden bzw. fanden Verwendung sowohl bei Berg- und Schmalspurbahnen als auch bei Vollbahnen im schweren Güterzugdienst. Vor allem in den USA entstanden so die größten jemals gebauten Dampflokomotiven und brachten es als articulated locomotives zu sehr großer Verbreitung.
Im November 1913 stellten die Königlich Bayerischen Staatseisenbahnen für den Schiebedienst auf der Bahnstrecke Hochstadt-Marktzeuln–Probstzella eine erste Gt 2×4/4 auf die Gleise. Zwischen April und Juli 1914 erhielt die Lokstation Rothenkirchen am Südfuß der Frankenwaldrampe zehn Lokomotiven dieser Baureihe, weitere fünf kamen für den Einsatz auf der Spessartrampe nach Aschaffenburg. In den Jahren 1922/23 wurden zehn weitere Maschinen beschafft. Mit der Abstellung der 96 011 ging im März 1947 der Einsatz der nun als Baureihe 96 geführten Loks in Westdeutschland zu Ende. In der DDR wurde bei der Deutschen Reichsbahn nach jahrelanger Abstellzeit 1954 das letzte Exemplar ausgemustert.

## Bauart Triplex

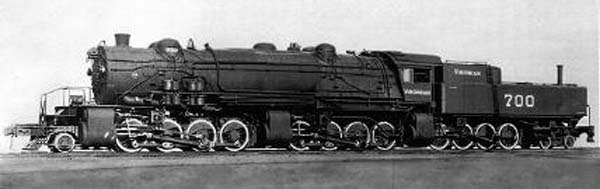
Triplex XA der Virginian Railways

In einer Erweiterung des „Mallet-Prinzips“ bauten die amerikanischen Baldwin Locomotive Works von 1914 bis 1916 vier sogenannte Triplex-Lokomotiven. Die Erie Railroad beschaffte drei Triplex-Fahrzeuge mit der Achsformel (1’D)D+D1’. Die Virginian Railway Triplex der Klasse XA hatte die Achsformel (1’D)D+D2’.
Diese Triplex-Lokomotiven waren Mallets, die unter dem Tender einen zusätzlichen Antriebssatz mit zwei Niederdruckzylindern besaßen. Bei diesen Maschinen war allerdings die Verdampfungsleistung des großen Kessels problematisch. Da der Abdampf des Antriebssatzes unter dem Tender über einen zweiten Schornstein am Tender geführt wurde, stand er zwar zur Vorheizung des Kesselspeisewassers, nicht aber für die Zugentfachung des Kessels mittels des Blasrohrs zur Verfügung. Zudem war die Zugkraft dieser Triplex, die für das Ziehen von Zügen mit 64 Wagen zu je 50 t gebaut waren, so groß, dass die Rahmen der Wagen und die Kupplungen brachen. Sie waren vermutlich die zugstärksten je gebauten Dampflokomotiven, konnten ihre Zugkraft jedoch nur bei sehr niedrigen Geschwindigkeiten erbringen, ohne an Dampfmangel zu leiden. Triplex-Lokomotiven wurden daher kein Erfolg, so dass sie nach kurzer Zeit wieder außer Dienst gestellt wurden.

## Ähnliche Lokomotiven

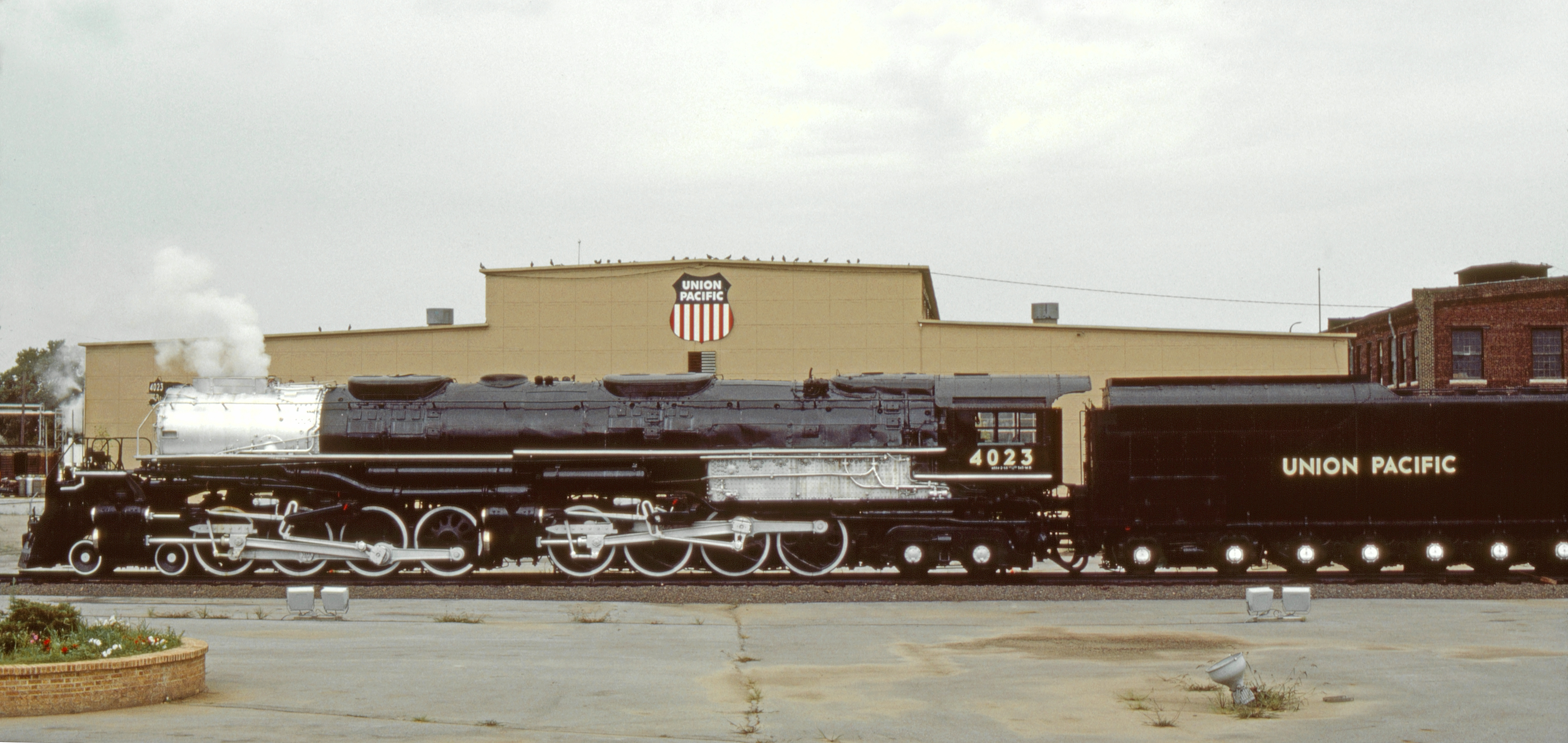
Die „Big Boy“ der UP ist eine Gelenk-, aber keine Mallet-Lokomotive

Die US-amerikanische Baureihe 4000 („Big Boy“) der Union Pacific Railroad (UP), eine Gelenklokomotive mit der Achsfolge (2’D)D2’ h4, gilt als eine der größten und leistungsfähigsten Dampflokbaureihen der Welt. Im Gegensatz zu den Mallet-Maschinen handelt es sich jedoch nicht um Verbundlokomotiven, da sie mit einfacher Dampfdehnung ohne Verbundwirkung arbeiteten. Im Amerikanischen wird diese Bauart als „Simple articulated“ bezeichnet. Außer den „Big Boys“ sind auch die meisten anderen großen, ab etwa den 1920er Jahren entwickelten US-amerikanischen Gelenklokomotiven solche Einfachexpansions-Gelenklokomotiven und keine Mallet-Lokomotiven, auch wenn sie ihnen optisch ähnlich sind.
Zeitgleich mit Mallet, aber unabhängig von ihm entwickelte der Deutsche Fritz Rimrott ein ähnliches Prinzip, bei dem sich allerdings die bewegliche Triebwerksgruppe hinten befand. Lokomotiven der Bauart Rimrott sind nie gebaut worden, dennoch hielt sich in Deutschland lange die Bezeichnung Mallet-Rimrott.

## Betriebsbereite Mallet-Lokomotiven

### Deutschland
Bei den meterspurigen Harzer Schmalspurbahnen war zuletzt noch 99 5906 im Sonderzugdienst eingesetzt, wurde am 15. Mai 2022 allerdings abgestellt. Eine der derzeit wegen Fristablauf bzw. Schäden abgestellten Mallet-Lokomotiven 99 5901 – 99 5903 soll jedoch in Zukunft wieder betriebsbereit aufgearbeitet werden. Das Frankfurter Feldbahnmuseum hat eine betriebsbereite Feldbahn-Mallet-Lokomotive für eine Spurweite von 600 mm. Seit dem 1. Mai 2015 ist die Lok 11sm der Brohltalbahn nach ca. 50 Jahren Stillstand wieder in Betrieb. Die auch aus dem Vorspann der Fernsehsendung Eisenbahn-Romantik bekannte württembergische Tssd 99 633 ist bei der Öchsle-Bahn zwischen Warthausen und Ochsenhausen in Oberschwaben im Einsatz.
In Hauptuntersuchung für eine Wiederinbetriebnahme ist die Lokomotive 7s ex Albtalbahn der Museums-Eisenbahn Bruchhausen-Vilsen–Asendorf (Deutscher Eisenbahn-Verein).
Als letzte Vertreterin ihrer Gattung wird Deutschlands einzige erhaltene Normalspur Mallet-Lokomotive vom Typ Bayerische BB II (ehem. Deutsche Reichsbahn Nummer 98 727) im Eisenbahnmuseum Darmstadt-Kranichstein betriebsfähig aufgearbeitet.

### Schweiz
In der Schweiz befinden sich betriebsbereite Mallet-Lokomotiven (Stand 2010) bei der meterspurigen Museumsbahn Blonay-Chamby (BC) in der Westschweiz (SEG G 2x2/2 105), La Traction (LT) im Jura (G 2x2/2  E164 und  G 2/3+3/3  E206), bei den SBB unter Obhut der SBB Historic (SCB Ed 2x2/2 196, Normalspur).

### Frankreich
Auf der Museumsbahn Train de l’Ardèche im französischen Département Ardèche sind von Mitte März bis Mitte November zwei meterspurige Mallet-Lokomotiven im Einsatz. Lok 403 mit der Achsfolge CC (franz.: 030-030-T) wurde von der schweizerischen Lokomotiv- und Maschinenfabrik SLM Winterthur gebaut und 1903 ausgeliefert. Lok 414 aus dem Jahr 1932, ebenfalls eine 030-030-T, stammt von der SACM im elsässischen Graffenstaden.

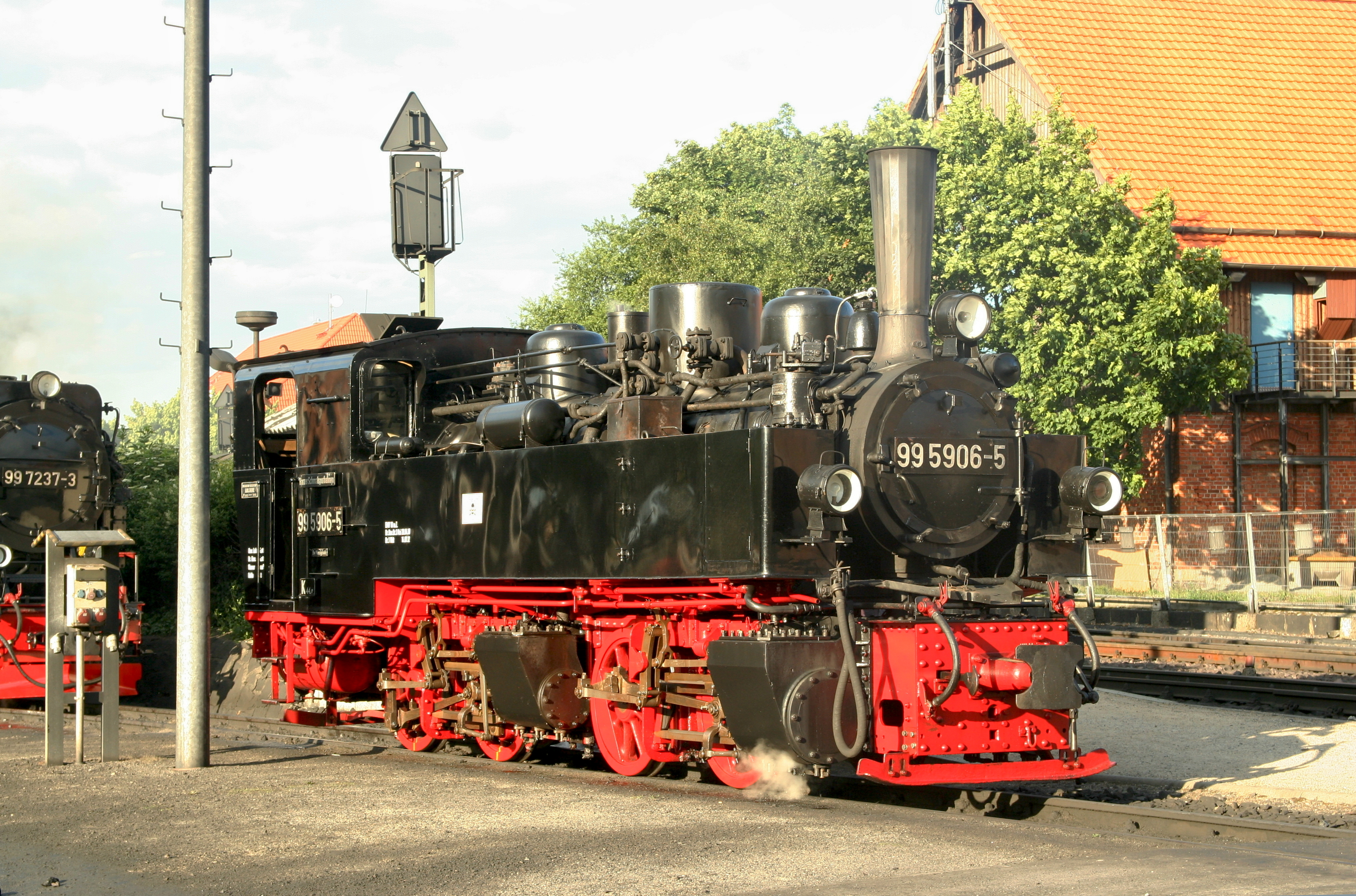
Schmalspurlokomotive 99 5906 der Harzer Schmalspurbahnen
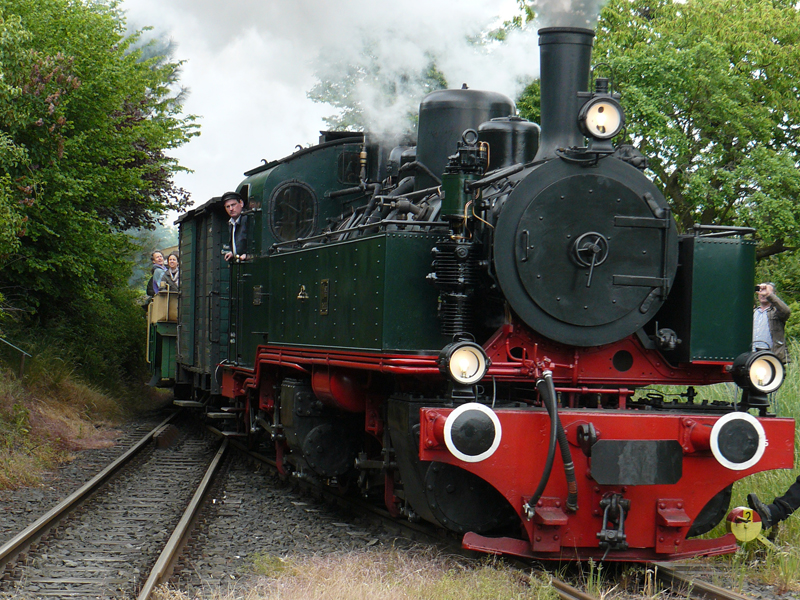
Schmalspurlokomotive 11sm der Brohltalbahn
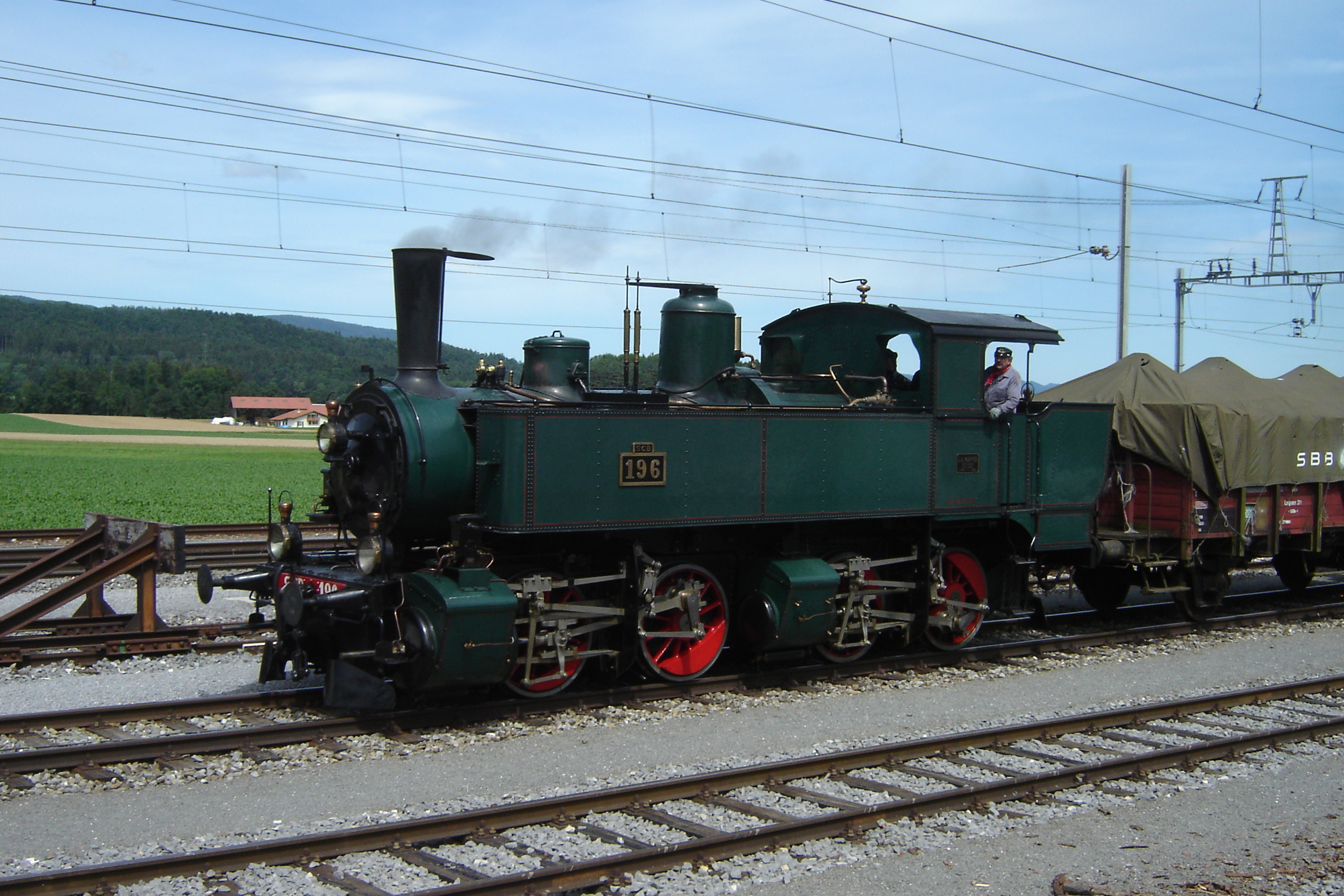
Schweizer Ed 2×2/2 196
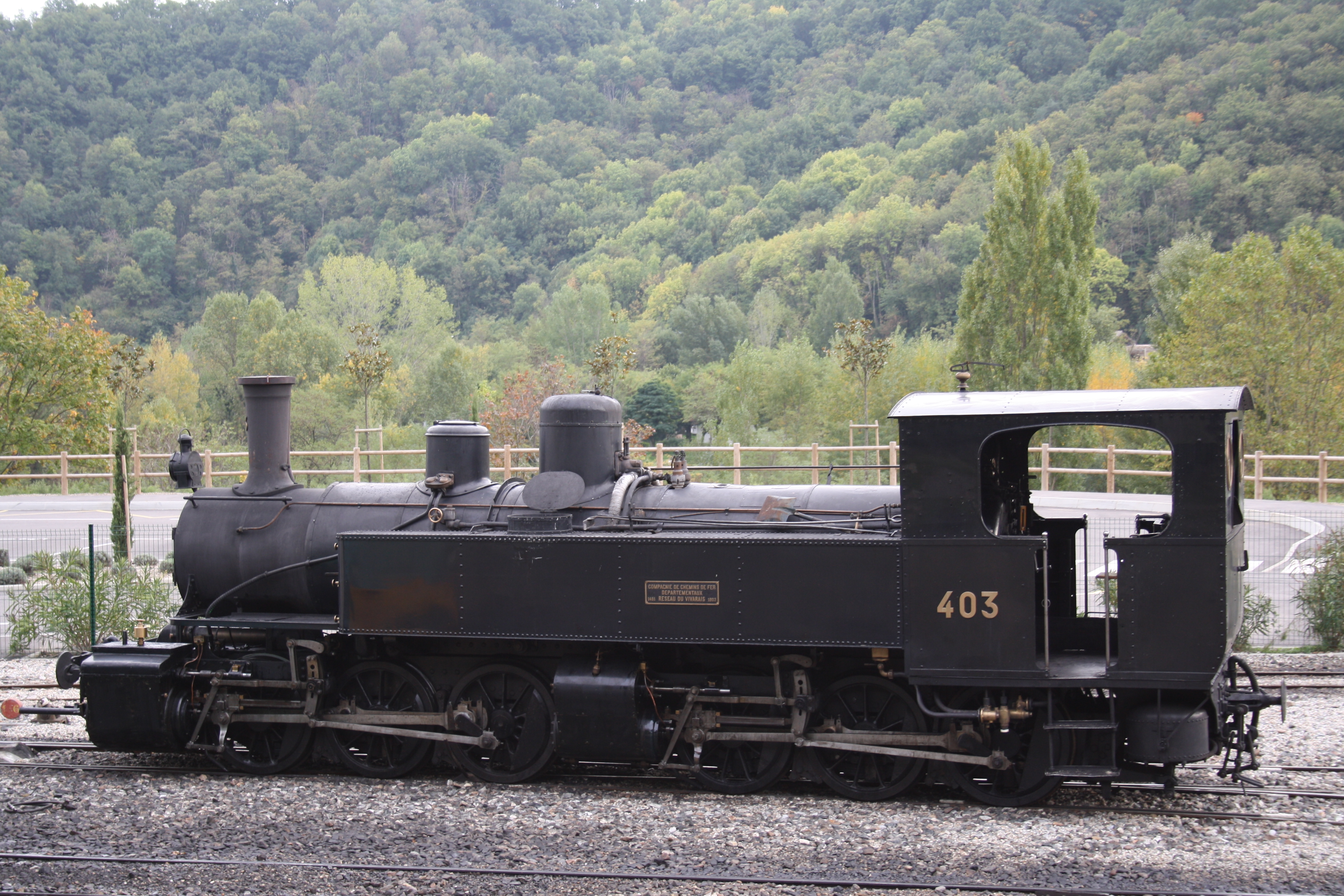
Mallet-Lokomotive Nr. 403 des Train de l’Ardèche
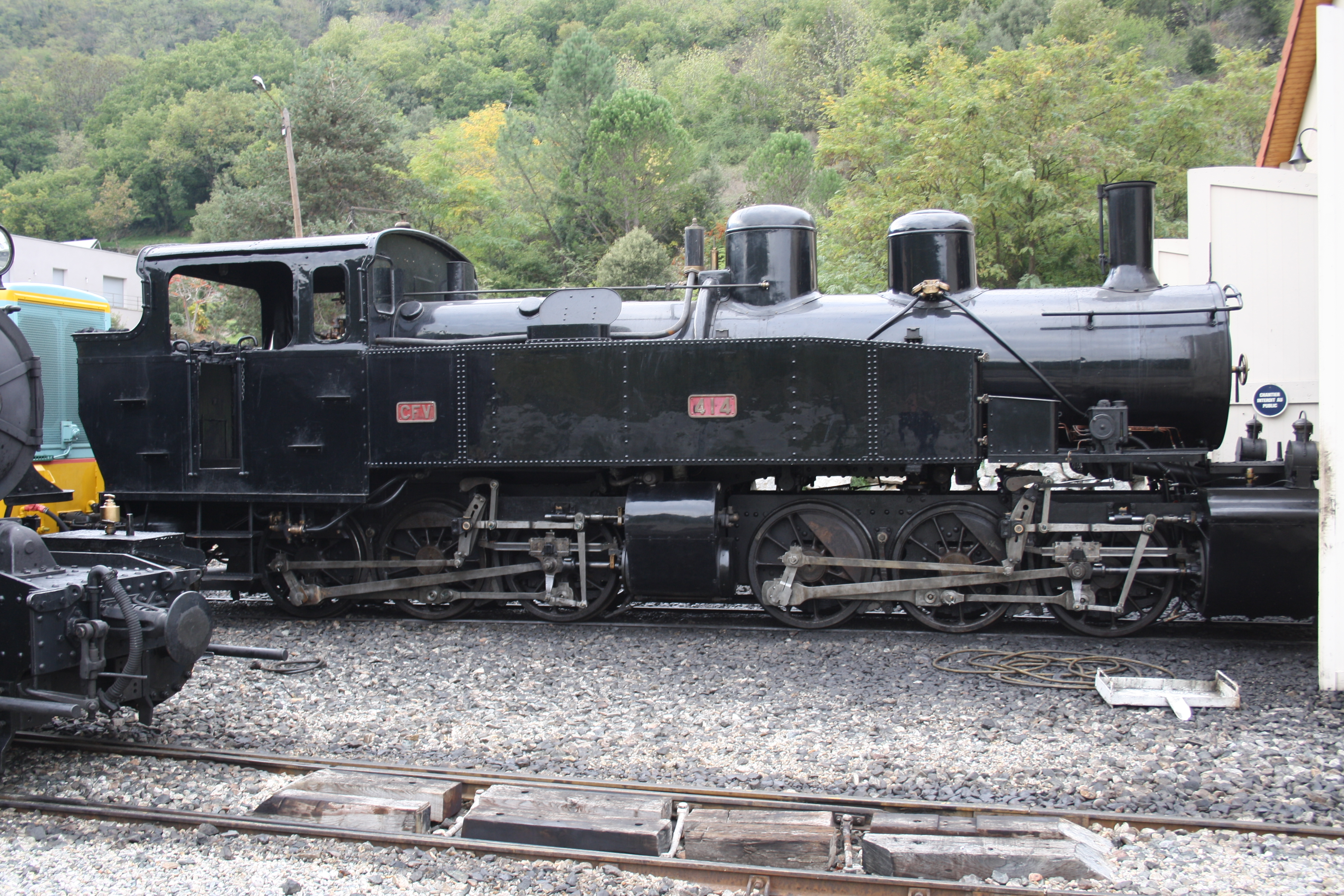
Mallet-Lokomotive Nr. 414 des Train de l’Ardèche
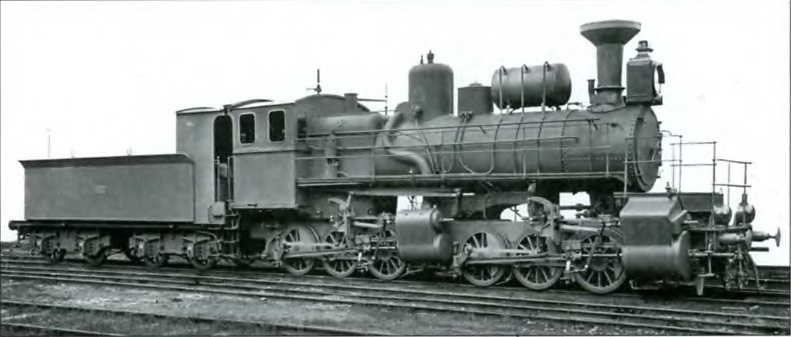
Russische Mallet-Lokomotive